# Kolavadi, Hosanagara
Kolavadi là một làng thuộc tehsil Hosanagara, huyện Shimoga, bang Karnataka, Ấn Độ.